# スリーカウント
『スリーカウント』は、2009年の日本映画。プロレスを題材とした映画であり、本物の女子プロレスラーが多数出演している。

## 概要
2008年4月、テレビ埼玉の深夜25：00 - に放送されていたバラエティ番組『筋肉美女-Muscle Venus-』の連動企画として映画『スリーカウント』の企画が立ち上がる。
NEO女子プロレスとアイスリボンの全面協力のもと制作される事に。
『プロレスラーが演じる演技ではなく、プロレスラーじゃない役者が演じる迫真のプロレスシーンを求めて』をコンセプトに出演者オーディションを開始。合格の条件は「クランクインまでにプロレスラーとしてデビューする事」オーディション合否はすべて参加者自身が決める。「自分が諦めない限り、不合格はない」（その模様は『マッスルビーナス』にて放送された。）
100名以上いた応募者は次々脱落して8月23日の最終リミットであるアイスリボン新木場1stRING大会でプロデビューできたのは8名（志田光、藤本つかさ、森久ともよ、松本都、真悠いちこ（朝美朱伽）、ひろせ友紀、植田ゆう希、古賀祥子）だった。
2009年1月大会にて、今後のプロレス活動に関して、志田、松本、藤本の3名以外が卒業を発表した。2024年現在、3名は女子プロレスラーとして活躍し、藤本はアイスリボン、松本はフリー、志田は海外団体AEWに所属契約のためアメリカへ移住した。

## あらすじ
埼玉ガールズプロレスリングは経営難により、解散を余儀なくされていた。新人レスラーの千葉まひる（志田光）は、父親を探す手がかりである埼玉ガールズを再興しようとする。やがて、その熱意に心を撃たれた先輩レスラーたちも集まり、公園を道場代わりにして練習を始める。

## レスラーキャスト
- 千葉まひる - 志田光
- 猪狩早苗 - 井上京子
- 寺門ラッシー - 田村欣子
- ファンシー三村 - さくらえみ
- 山村美保子 - 真悠いちこ（朝美朱伽）
- 黒田怜 - 森久ともよ
- 野村明日香 - 植田ゆう希
- 千葉小夏 - ひろせ友紀
- 大場涼子 - 古賀洋子
- 多田麻巳子 - 松本都
- 牧村多加子 - 藤本つかさ

## アクターキャスト
- 佐伯三郎 - 菅田俊
- 木佐貫一成 - 荒井志郎
- 藤本幸之助 - 榊英雄
- 衣笠考一 - 木下ほうか

## スタッフ
- 監督、脚本、編集：窪田将治
- 主題歌：マッスルヴィーナス「いつかきっと」
- エグゼクティブプロデューサー：佐藤肇、興梠敏郎
- プロデューサー：斉藤三保
- 撮影監督：宮永昭典
- 録音：春本一大
- ヘアメイク：米須千春
- 音楽：與語一平
- 衣装提供：デサント
- 製作：ネオプラス、テレビ埼玉
- 企画、制作、配給：FAITHentertainment

## 公開劇場
- 東京：シネマート六本木（2009年6月）
- 大阪：シネ・ヌーボー（2009年10月）
- 名古屋：シネマスコーレ（2009年11月）

## 映画祭
- 第26回古湯映画祭：オープニング映画（2009年9月）

## その他
- 快楽亭ブラックの2009年日本映画ベスト10：9位